# ドミノ・セオリー
『ドミノ・セオリー』（Domino Theory、直訳は「ドミノ理論」）は、アメリカ合衆国のエレクトリック・ジャズ・バンド、ウェザー・リポートの12枚目のスタジオ・アルバム。
オマー・ハキム、ヴィクター・ベイリー、ホセ・ロッシーのリズム・セクションを前面に出した、2枚目のアルバムである。

## 収録曲
| #  | タイトル                                               | 作詞 | 作曲             | 時間  |
| -- | ------------------------------------------------------ | ---- | ---------------- | ----- |
| 1. | 「キャン・イット・ビィ・ダン - "Can It Be Done"」      |      | ウィリー・ティー | 4:02  |
| 2. | 「D♭ワルツ - "D Flat Waltz"」                          |      | ザヴィヌル       | 11:10 |
| 3. | 「ペザント - "The Peasant"」                           |      | ザヴィヌル       | 8:16  |
| 4. | 「プレデター - "Predator"」                            |      | ショーター       | 5:21  |
| 5. | 「ブルー・サウンド - ノート3 - "Blue Sound - Note 3"」 |      | ザヴィヌル       | 6:52  |
| 6. | 「スワンプ・キャベッジ - "Swamp Cabbage"」             |      | ショーター       | 5:22  |
| 7. | 「ドミノ・セオリー - "Domino Theory"」                 |      | ザヴィヌル       | 6:09  |

## パーソネル
- ジョー・ザヴィヌル (Joe Zawinul) - キーボード、シンセサイザー
- ウェイン・ショーター (Wayne Shorter) - サクソフォーン
- オマー・ハキム (Omar Hakim) - ドラム
- ヴィクター・ベイリー (Victor Bailey) - ベース
- ホセ・ロッシー (Jose Rossy) - パーカッション
- カール・アンダーソン (Carl Anderson) - ボーカル (「キャン・イット・ビィ・ダン」)